# Пуганов Віктор Павлович
Пуганов Віктор Павлович (10 лютого 1901, Астрахань, Російська імперія — 24 червня 1941, село Буховичі, Брестська область, Білоруська РСР, СРСР) — радянський воєначальник, генерал-майор (1940). Загинув на початку німецько-радянської війни.  

## Біографія
Народився в Астрахані у сім'ї робітника. В юності працював кочегаром на річковому пароплаві. Із 1919 року — у Червоній Армії, учасник громадянської війни в Росії. У тому ж році закінчив Астраханську кулеметну школу і вступив до РКП(б). Командував кулеметним взводом і бронемашиною. 
У 1922 році закінчив Вищу школу військового маскування у Москві. Із травня 1923 року командував взводом окремої навчальної військово-маскувальної роти. Із липня 1924 року завідував класом батальйонної школи 11-го Приморського стрілецького корпусу. У листопаді-грудні 1924 року — командир взводу саперного батальйону 19-го стрілецького корпусу. У грудні 1924 – липні 1928 року — завідувач класом батальйонної школи 19-го стрілецького корпусу. Із липня 1928 по грудень 1929 року — начальник штабу 89-го Чонгарського стрілецького полку. Із грудня 1929 по червень 1934 року служив на різних посадах Ленінградських бронетанкових курсів імені А.С. Бубнова. 
У грудні 1934 – березні 1936 року ,— начальник штабу окремого навчального танкового полку. Із березня по червень 1936 року — начальник 1-ї (оперативної) частини 5-ї танкової бригади. Із червня 1936 року працював спершу помічником, а потім заступником начальника Автобронетанкового управління РСЧА, одночасно із липня 1940 року був редактором «Автобронетанкового журналу». 4 червня 1940 року отримав звання генерал-майора. Із серпня 1940 року — начальник Управління бойової підготовки Головного бронетанкового управління РСЧА. 
У березні 1941 року був призначений командиром 22-ї танкової дивізії 14-го механізованого корпусу 4-ї армії Західного особливого військового округу. З початком німецько-радянської війни дивізія була розгромлена в районі Бреста. 24 червня 1941 року загинув у бою, похований у місті Кобрин. 

## Нагороди
- Орден Червоного Прапора (1940)
- Медаль «XX років РСЧА» (1938)